# Drymusa nubila
Drymusa nubila is een spinnensoort uit de familie Drymusidae. De soort komt voor in Saint Vincent.